# Bernier Island
Bernier Island is een klein lang gerekt eiland in de Shark Bay in Australië, ten noorden van de eilandengroep waar Dirk Hartogeiland van deel uitmaakt.
Van 1908 tot 1918 was Bernier Island een 'lock hospital', een eiland waar zieke mannelijke Aborigines werden afgezonderd tot ze waren genezen of overleden. Zieke vrouwelijke Aborigines werden op het aangrenzende Dorre Island ondergebracht. Daisy Bates en Alfred Radcliffe-Brown bezochten beide eilanden om er informatie over de Aborigines te vergaren.
Het eiland maakt deel uit van het natuurgebied Bernier and Dorre Island Nature Reserve en herbergt een van de weinige overgebleven populaties van de gestreepte buidelhaas (Lagostrophus fasciatus), de Alice Springs-muis (Pseudomys fieldi, een bedreigde diersoort) en een endemische ondersoort van het roestschouderelfje (Malurus assimilis bernieri).